# Gerhard John (General)
Gerhard John (* 21. August 1935 in Berlin) ist ein Generalleutnant außer Dienst der Luftwaffe der Bundeswehr.

## Leben
John absolvierte das Abitur in Garmisch-Partenkirchen und studierte an der TH München. 1956 trat er in die Bundeswehr ein und absolvierte die Fliegerische Ausbildung in Kanada. Von 1958 bis 1963 war er Flugzeugführer bei der Waffenschule der Luftwaffe 50 und dem Aufklärungsgeschwader 51. Von 1963 bis 1964 war er Mitglied der deutschen Beratergruppe der Bundeswehr in Nigeria und von 1964 bis 1970 Ordonnanzoffizier, Staffelkapitän und Kommandeur Fliegende Gruppe im Aufklärungsgeschwader 51.
Ab 1970 stellvertretender Kommodore und ab Oktober 1972 bis 1976 Kommodore des Aufklärungsgeschwaders 52 auf dem Fliegerhorst Leck in Leck in Nordfriesland. 1975/76 besuchte er das NATO Defense College in Rom und war von 1976 bis 1977 Gruppenleiter im Luftflottenkommando. Ab 1977 war er Referatsleiter im Führungsstab der Luftwaffe im Bundesministerium der Verteidigung. Im April 1980 wurde er zum Brigadegeneral ernannt und Stabsabteilungsleiter III (Führung) im Führungsstab der Luftwaffe im Bundesministerium der Verteidigung. Vom 1. April 1983 an war er als Generalmajor und Nachfolger von Heinz-Ulrich Beuther bis Ende August 1984 Kommandeur des Lufttransportkommandos. Anschließend war er bis Ende September 1987 Kommandeur der 3. Luftwaffendivision in Kalkar. Danach war er von Oktober 1987 bis März 1991 Befehlshaber Luftstreitkräfte Ostseezugänge der NATO (COMAIR Allied Command Baltic Approaches).
Als Frank Schild im April 1991 in den Ruhestand trat, übernahm John kurzzeitig als Befehlshaber das Wehrbereichskommando V in Stuttgart. Bereits am 18. September 1991 gab er das Kommando an Berthold Schenk Graf von Stauffenberg wieder ab. John war dann ab Oktober 1991 Kommandierender General des Luftflottenkommandos und nach dessen Umbenennung 1994 Befehlshaber des Luftwaffenführungskommandos in der Luftwaffenkaserne in Köln bis zum 30. September 1995.
John ist verheiratet, evangelisch und hat zwei Kinder.